# Chiesa matrice di San Nicola di Bari
La chiesa matrice di San Nicola di Bari si trova a Ruoti, in provincia di Potenza, ed è consacrata a san Nicola di Bari.

## Storia
Già in atti dell'8 aprile 1620 del notaio Masio di Avigliano e del 30 dicembre 1657 del notaio Grippo di Avigliano, la chiesa matrice di Ruoti viene indicata con il titolo di San Nicola. Per le epoche precedenti si conosce che la Feudataria Zenobia Scaglione fu seppellita in cornu Evangelii dell'altare maggiore della chiesa madre, ed effettivamente nel suddetto luogo, durante un riattamento eseguito verso il 1900, furono trovati resti di una sepoltura che andarono poi dispersi. Nel 1794 la vecchia chiesa, che per ampiezza era circa la metà dell'attuale, ma sita nello stesso luogo e con lo stesso orientamento, venne abbattuta, e la nuova fondazione, che incorporò la vecchia, venne inaugurata dal vescovo Serrao che vi portò la prima pietra. Le mura e la cupola, furono completate entro il 1805, mentre l'interno venne terminato entro il 1810. Su incarico del vescovo Serrao, l'architetto Magri, discepolo del Vanvitelli, redasse il progetto, mentre il direttore dei lavori fu il maestro Antonio Porcello, che morì cadendo dalla cupola nel 1802. L'altare maggiore della vecchia chiesa, dedicato a san Nicola, di pietra marmorea della locale Abetina (e che ora è situato sotto la statua del santo a sinistra dell'altare maggiore), secondo la tradizione fu sostituito dal Magri con un altare della cattedrale di Potenza, che lo stesso architetto aveva rifatto e conserva ancora i simboli vescovili (mitra e pastorale). Potrebbe però, in mancanza di migliore documentazione, essere stato regalato dal vescovo Achille Caracciolo alla chiesa di Ruoti, mentre egli era vescovo di Potenza e la madre feudataria di Ruoti. Confrontando questo altare con quello della cappella della SS. Annunziata nella cattedrale di Napoli, di proprietà della famiglia Caracciolo, e ricordandosi che il vescovo Achille Caracciolo, tra il 1616 e il 1623, rifece la cattedrale di Potenza, si ha la netta impressione che i due altari siano della stessa mano. Nel secolo scorso ebbe una sovrastruttura che ha deformato alquanto la purezza della linea; nel 1960 fu spostato di due metri indietro e vi fu rifatto il piano e la balaustra. Di pietra marmorea dell'Abetina è anche l'altare prima dedicato a santa Filomena (più recentemente la statua è stata rifatta e dedicata a Sant'Agnese). Degna di nota, a fianco di questo altare, è una statua lignea di san Rocco del 1700 e un reliquario di notevole importanza. Particolare importanza, anche se sciupati dal tempo e da incrostazioni di polvere, hanno quattro dipinti di ignoto autore di scuola napoletana presumibilmente del 1650-1700. Tutti raffigurano in diversi atteggiamenti, la Madonna al centro e santi in venerazione e in preghiera. Quello a sinistra dell'entrata è incorniciato da quindici meravigliosi quadretti che raffigurano i misteri del rosario. Questi quattro quadri furono donati dalla famiglia Contaldi. Il campanile, preesistente alla nuova Chiesa, fu sopraelevato ed ultimato dopo il 1814, al tempo dell'arc. Vincenzo Caivano che, dandone l'esempio, sollecitò i cittadini di tutte le condizioni a trasportare pietre dalla "fiumara" di Ruoti. Il terremoto del 16 dicembre 1857 lo danneggiò tanto che si dovette ridurne l'altezza. Ora è di nuovo pericolante. Antecedente alla nuova costruzione, cioè del 1763, è la campana maggiore sulla quale vi è rappresentata la Madonna, san Nicola, sant'Antonio e il Redentore. Sulla campana media vi è rappresentato san Nicola ed una lucertola (tale campana fu fusa in località Calvario, mentre tutti i cittadini gettavano nella fusione oggetti d'oro e d'argento). Sulla campana piccolina, ora lesionata, v'è il nome del fondatore e la data: Gennaro Danisi. A.D. 1887. Nel 1971 è stato provveduto alla costruzione di una scala interna per accedere alla campana e all'orologio pubblico nonché all'impianto di riscaldamento ad aria calda.